# Corpo Italiano di Liberazione
Il  Corpo Italiano di Liberazione fu una grande unità militare operativa dell'Esercito Cobelligerante Italiano. Nato nel marzo 1944 dal Primo Raggruppamento Motorizzato, costituito dopo l'armistizio di Cassibile (8 settembre 1943) nel Regno del Sud, fu impiegato al fianco degli Alleati fino al settembre 1944. Da quella data la sua azione fu continuata dai Gruppi di Combattimento e dalle divisioni ausiliarie.

## Storia
Il Corpo Italiano di Liberazione nacque il 22 marzo 1944 come corpo d'armata su due unità di livello divisionale. La prima divisione venne creata ex novo fondendo due brigate di fanteria (tra cui il Primo Raggruppamento Motorizzato) con i relativi supporti; l'altra fu la 184ª Divisione paracadutisti "Nembo", di stanza in Sardegna e riportata sul territorio continentale.
Già dal 31 marzo fu impegnato nella battaglia di Monte Marrone che si prolungò fino alla liberazione di Picinisco.
Trasferito sul fronte adriatico alle dipendenze dell'VIII Armata britannica, il C.I.L. incominciò l'8 giugno l'offensiva che lo porterà a conquistare Filetto, Canosa Sannita, Guardiagrele, Orsogna e Bucchianico da parte degli alpini e bersaglieri mentre i paracadutisti raggiungevano Chieti e la costa adriatica.
Nell'estate del 1944 il C.I.L., comandato dal generale Umberto Utili si distinse nella battaglia per la riconquista di Ancona combattendo al fianco dell'armata polacca. La divisione paracadutisti "Nembo", normalmente di stanza in Sardegna, liberò la cittadina di Filottrano eliminando il caposaldo tedesco e favorendo la conquista del porto di Ancona da parte degli Alleati. La battaglia di Filottrano fu un'altra tappa importante della guerra di liberazione italiana, e vide unità del II Corpo Polacco e il 183º Reggimento paracadutisti "Nembo", che da lì a poco sarebbe confluito nel Gruppo di combattimento "Folgore", contrapposti alla 71. e 278. infanterie-division tedesche facenti parte della 10. Armee, con il paese di Filottrano punto di cerniera tra le due divisioni tedesche e ordine di "tenere Ancona quanto più a lungo possibile, senza farsi colpire in forma distruttiva…". Prologo alla battaglia fu la fucilazione da parte tedesca di dieci cittadini di Filottrano in risposta a un non meglio precisato attacco a colpi d'arma da fuoco a un autocarro tedesco il 30 giugno.
Il giorno dopo il 15º Reggimento Ulani di Poznań, avanguardia della 5ª Divisione polacca Kresowa, attaccò l'abitato di S. Biagio costringendo alla reazione i tedeschi, ma il 2 luglio il loro attacco si arenò di fronte alle truppe alleate e in seguito i carristi polacchi e i paracadutisti italiani della "Nembo" appoggiati da guastatori proseguirono il tentativo di sfondamento in direzione di Ancona. Nei giorni successivi e fino al 7 luglio, il paese e le zone circostanti vennero aspramente contese dalle due parti con aspri contrattacchi di fanteria e forze corazzate, ma persi Castelfidardo e Osimo i tedeschi dovettero ritirarsi dalla zona lasciando Filottrano in mano agli italiani, che entrarono in città col XIV Battaglione paracadutisti; le perdite italiane furono di 56 morti e 231 feriti, con 59 dispersi.
A metà luglio i polacchi conquistarono Ancona e il C.I.L riprese il movimento verso nord, liberando Santa Maria Nuova, Ostra Vetere, Belvedere Ostrense - dove cadde Anselmo Marchi, MOVM alla memoria - Pergola, Castelleone di Suasa, Corinaldo, Cagli, Urbino, Urbania.
Il 24 settembre 1944 la grande unità viene sciolta, ma l'impegno e la volontà dimostrata convincono gli Alleati, i quali decidono di aumentare la possibilità d'impiego dei reparti italiani e di assegnare nuovi equipaggiamenti, consentendo la nascita di sei divisioni denominate Gruppi di Combattimento.

## Struttura
Comandante: generale di corpo d'armata Umberto Utili
- Comando e Quartier Generale del Corpo 
  - Divisione paracadutisti "Nembo"
    - 183º Reggimento paracadutisti "Nembo"
      - XV Battaglione paracadutisti
      - XVI Battaglione paracadutisti
      - 183ª Compagnia paracadutisti cannoni controcarro da 47/32 Mod. 1935

    - 184º Reggimento paracadutisti "Nembo"
      - XIII Battaglione paracadutisti
      - XIV Battaglione paracadutisti
      - 184ª Compagnia paracadutisti cannoni controcarro da 47/32

    - 184º Reggimento artiglieria paracadutisti "Nembo"
      - I Gruppo cannoni campali da 75/27 Mod. 1911
      - II Gruppo obici campali Škoda 10 cm Vz. 1914/1919
      - III Gruppo artiglieria controcarro da 57/50[2]
      - 184ª Batteria contraerea Breda 20/65 Mod. 1935

    - CLXXXIV Battaglione guastatori paracadutisti
    - 184ª Compagnia paracadutisti motociclisti
    - 184ª Compagnia paracadutisti mortai da 81
    - 184ª Compagnia genio minatori-artieri
    - 184ª Compagnia genio telegrafisti/radiotelegrafisti
    - 184ª Sezione fotoelettricisti
    - 324ª Sezione CC.RR.
    - Servizi divisionali

  - I Brigata
    - 4º Reggimento bersaglieri[3]
      - XXI Battaglione bersaglieri
      - XXXIII Battaglione bersaglieri
      - 1ª Compagnia bersaglieri motociclisti

    - 3º Reggimento alpini
      - Battaglione alpini "Piemonte"
      - Battaglione alpini "Monte Granero"

    - CLXXXV Battaglione Paracadutisti "Nembo"
    - IV Gruppo artiglieria alpina (someggiato) Škoda 7,5 cm Vz. 1915
    - Servizi di brigata

  - II Brigata
    - 68º Reggimento fanteria "Legnano"
      - I Battaglione fanteria
      - II Battaglione fanteria

    - Reggimento "San Marco"
      - Battaglione "Bafile"
      - Battaglione "Grado"

    - IX Reparto d'assalto
      - Squadrone "Cavalleggeri Guide"

    - V Gruppo artiglieria alpina (someggiato) da 75/13
    - Servizi di brigata
    - Divisione "Mantova"[4]
- Truppe di Corpo d'Armata
  - 11º Reggimento artiglieria motorizzato
    - I Gruppo cannoni pesanti campali da 105/28
    - II Gruppo obici campali da Škoda 10 cm Vz. 1914/1919
    - III Gruppo obici campali da 75/18
    - IV Gruppo obici campali da 75/18
    - V Gruppo cannoni controcarro
      - 9ª Batteria cannoni controcarro da 47/32
      - 10ª Batteria cannoni controcarro da 47/32

    - Batteria controaerea da 20/65

  - CLXVI Gruppo artiglieria di Corpo d'Armata da 149/19 Mod. 1937
  - LI Battaglione misto genio
    - 51ª Compagnia genio artieri
    - 51ª Compagnia telegrafisti/radiotelegrafisti
    - 51ª Sezione fotoelettricisti

  - Servizi di corpo d'armata

## Persone legate al CIL
- Gianni Agnelli
- Alfonso Casati
- Eugenio Corti
- Federico Moro (generale)
- Lorenzo Natali
- Geno Pampaloni
- Mario Stellatelli
- Valerio Zurlini
- Giacomo Malaguti, ucciso nell'Eccidio di Argelato (Bologna)
- Mario De Nigris